# Vigliano d'Asti
Vigliano d'Asti, (Vijan en piemontès) és un municipi situat al territori de la província d'Asti, a la regió del Piemont (Itàlia).
Limita amb els municipis d'Asti, Isola d'Asti, Mongardino, Montegrosso d'Asti i Rocca d'Arazzo.
Pertanyen al municipi les frazioni de Boglietto, Camicia, Francia, Quassolo, Ramello, Sabbionera, San Carlo, Valgrande, Valmontasca, Valpozzo i Valtiglione.

## Galeria fotogràfica

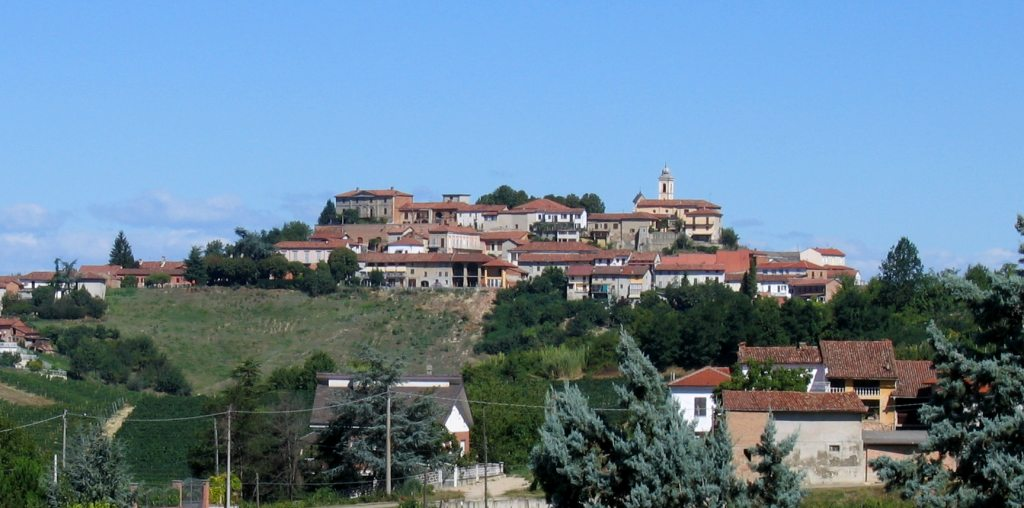
Vista del poble